# Xestia bajula
Xestia bajula är en fjärilsart som beskrevs av Otto Staudinger 1881. Xestia bajula ingår i släktet Xestia och familjen nattflyn. Inga underarter finns listade i Catalogue of Life.